# 齋藤薺
齋藤薺（日语：齋藤なずな，1946年—），日本漫畫家。

## 經歷
1987年以《ダリア》獲得ビッグコミック新人賞出道。
2019年以《夕暮れへ》榮獲第48屆日本漫畫家協會賞之優秀賞與第22屆日本新媒體動漫藝術節漫畫部門優秀賞。